# 288
Спільне правління імператора Діоклетіана і Максиміана у Римській імперії. У Китаї править династія Західна Цзінь, в Японії триває період Ямато, в Індії період занепаду Кушанської імперії, у Персії править династія Сассанідів.
На території лісостепової України Черняхівська культура. У Північному Причорномор'ї готи й сармати.

## Події
- Діоклетіан веде військові дії у Реції.
- Максиміан будує флот, щоб скарати узурпатора Караузія, який засів у Британії.

## Померли
- Христина Кесарійська (можлива дата)